# Hôtel Thiroux de Lailly
L’hôtel Thiroux de Lailly, parfois appelé hôtel de Montmorency, est un hôtel particulier situé au no 5, rue de Montmorency, dans le quartier du Marais, dans le 3e arrondissement de Paris.

## Histoire
Il a été construit en 1739-1741 pour Jean-Louis Thiroux de Lailly, fermier des Postes, par l'architecte Michel Tannevot et le maître-maçon Jean-Pierre Langiboust à l'emplacement d'un hôtel qui avait appartenu jusqu'en 1632 à la maison de Montmorency. 
Le décor intérieur comprend des boiseries et une fontaine sculptées par l'ornementiste Nicolas Pineau. Des boiseries ont été remontées à Waddesdon Manor en Grande-Bretagne pour les Rothschild.
Une fontaine néoclassique est visible dans le jardin.
L'hôtel, d'une surface hors œuvre nette de 2 053 mètres carrés, appartient aujourd'hui à l'État et abrite divers services des finances publiques.

## Protection
La cour de l'immeuble, ses façades et les deux premières volées d'escalier font l’objet d’une inscription au titre des monuments historiques depuis le 17 mars 1925.

## Source
- Alexandre Gady, Les Hôtels particuliers parisiens, Paris, Éditions Parigramme, 2008, p. 311